# Dekanat radziejowski
Dekanat radziejowski – jeden z 33 dekanatów rzymskokatolickiej diecezji włocławskiej.
W skład dekanatu wchodzą następujące parafie:
- parafia Wniebowzięcia NMP w Radziejowie
- parafia Podwyższenia Krzyża Świętego w Radziejowie
  - sanktuarium Matki Bożej Nieustającej Pomocy
- parafia św. Wojciecha w Broniewie
- parafia św. Bartłomieja Apostoła w Bronisławiu
- parafia św. Jadwigi w Byczynie
- parafia św. Stanisława Biskupa w Dobrem
- parafia Wniebowzięcia NMP w Krzywosądzy
- parafia św. Mateusza Apostoła w Sędzinie

Dziekan dekanatu radziejowskiego
- ks. kan. Ireneusz Mrowicki – proboszcz parafii Wniebowzięcia NMP w Radziejowie

Wicedziekan i ojciec duchowny
- o. Krzysztof Tarnowski OFMConv. – proboszcz parafii Podwyższenia Krzyża św. w Radziejowie